# Nyhamn, Sundsvalls kommun
Nyhamn är en ort i Njurunda socken i Sundsvalls kommun, Västernorrlands län. Orter klassades fram till och med år 2005 som en småort. 

## Historia
Vid Nyhamn anlades 1907 Nyhamns sulfitfabrik och sulfitspritsfabrik, som från slutet av 1920-talet ägdes av Svenska Cellulosa AB. Fabriken hade i början av 1930-talet omkring 250 anställda. 1948 övergick man till kemitekniska produkter och 1984 lades verksamheten ned.